# Afro Canada
Afro Canada est une série documentaire en quatre épisodes qui traite de l'histoire des afrodescendants au Canada. 
La série est réalisée par Henri Pardo et co-écrit avec Judith Brès, elle a été diffusée pour la première fois le 13 août 2022 sur ICI Radio-Canada Télé,,.

## Synopsis
Afro Canada retrace la présence afro-descendante au Canada, à travers 400 ans. Un projet d’envergure qui ne laissera personne indifférent, autant par son contenu, par sa portée historique et sociale que par sa forme. Cette série se réapproprie tous les moyens, documentaires comme fiction, afin de rendre honneur, pour une fois, à notre histoire collective. Celle des afro-canadien.ne.s pour qui l’histoire est marquée par l’esclavage, par le déplacement forcé de leur corps, de leur famille mais par-dessus tout, de leur résistance. Cette résistance est nécessaire pour que les générations qui suivent, comme la nôtre, arrivent à vivre librement.